# Carlo Taranto

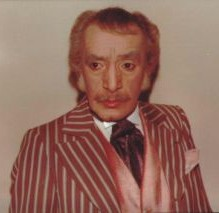

Carlo Taranto (* 18. Oktober 1921 in Neapel; † 4. April 1986 ebenda) war ein italienischer Schauspieler.

## Leben
Nach dem Zweiten Weltkrieg kam Taranto durch Vermittlung seines Bruders, des Schauspielers Nino Taranto, zu seiner ersten Filmrolle in I pompieri di Viggiù. Von da an gehörte er zum Kreis der neapolitanischen Komödianten und Schauspieler und trat in etwa 100 Filmen auf, fast immer in Charakterrollen für komische oder musikalische Handlungen. Auch für einige Fernsehrollen ließ sich Taranto verpflichten. Hauptsächlich sah man Taranto in den 1950er Jahren aber in musikalischen Revuen, oft neben seinem Bruder. Als seine herausragende schauspielerische Leistung wird die in Arzt und Hexenmeister aus dem Jahr 1957 genannt.
Er ist nicht zu verwechseln mit dem gleichnamigen 1961 geborenen Fernsehmoderator.

## Filmografie (Auswahl)
- 1949: I pompieri di Viggiù
- 1957: Arzt und Hexenmeister (Il medico e lo strego)
- 1961: Hochwürden Don Camillo (Don Camillo monsignore… ma non troppo)
- 1961: Das Jüngste Gericht findet nicht statt (Il giudizio universale)
- 1968: I nipoti di Zorro
- 1983: Picone schickt mich (Mi manda Picone)